# فينيل إيثانويد

مركب التيروسول من الأمثلة للفينيلات الإيثانويدية البسيطة.

فينيل إيثانويد (بالإنجليزية: Phenylethanoid)‏ هو مركب كيميائي ينتمي إلى فئة المركبات الفينولية التي تتميز بتركيب كحول الفينيثيل. أمثلة على هذه المركبات تيروسول و هيدروكسي التيروسول.

## الغليكوسيدات
تحتوي النبتة القاتلة الحمراء لاميون الأرجوانية على غليكوسيدات فينيل إيثانويد تسمى (لاميوسيدس A و B و C و D و E). وأيضاً تحتوي الأجزاء الهوائية من النبتة المعمرة الأرجوانية ستاتشي أوفيسيناليس، على غليكوسيدات فينيل إيثانويد تسمى (بيتونيوسيدات A و B و C و D و E و F). أظهر الفحص الكيميائي لمستخلصات الميثانول من Pithecocteniumrocigerum (Bignoniaceae) وجود خمسة غليكوسيدات فينيل إيثانويد (فيرباسكوزيد، إيزوفيرباسكوسايد، فورسيثوسيد ب، جيونوسيد د، و ليوكوسسبتوسيد ب) وجميعها نشطة ضد المركب الكيميائي العضوي 2،2 ثنائي فينيل-1- بيكريل هيدرازيل، اختصاراً (DPPH).
فيرباسكوزيد وإكيناكوسيد هما هجينان فينيل إيثانويد وفينيل بروبانويد يشكلان روابط إستر مع السكريات.